# Damon (Texas)
Pour les articles homonymes, voir Damon.
Damon est une census-designated place située dans le comté de Brazoria, dans l’État du Texas, aux États-Unis. Sa population s’élevait à 552 habitants lors du recensement de 2010.